# Endoraecium koae
Endoraecium koae är en svampart som först beskrevs av Joseph Charles Arthur, och fick sitt nu gällande namn av M. Scholler & Aime 2006. Endoraecium koae ingår i släktet Endoraecium och familjen Raveneliaceae.   Inga underarter finns listade i Catalogue of Life.